# 顆粒球
顆粒球（かりゅうきゅう、英: granulocytes）は白血球の一種で、自然免疫系を担う細胞であり、細胞質内に特異顆粒が存在することが特徴である。これは、多形核白血球（polymorphonuclear leukocytes、PMN、PML、PMNL）とも呼ばれ、核の形が変化して、通常は3つの小葉に分かれている特徴がある。これにより、単核無顆粒白血球とは区別される。多形核白血球という用語は、顆粒球の中で最も多い好中球（好中性顆粒球）を指すことが多く、他の白血球（好酸球、好塩基球）は小葉の数が少ない特徴がある。顆粒球は、骨髄で顆粒球形成によって産生される。

## 種類
顆粒球（正式名は多形核顆粒球）には、 好中球、好酸球、好塩基球の3つの種類がある。
文献によっては、肥満細胞を顆粒球に含めることがあるが、肥満細胞は、通常、白血球とはみなされておらず、また、核は分葉していないので、多形核白血球には含まれない。
肥満細胞を除き、名称はその顆粒の染色特性に由来している。たとえば、最も多く存在する顆粒球の好中性顆粒球では、細胞質の顆粒が中性色素で染色される。

### 好中球

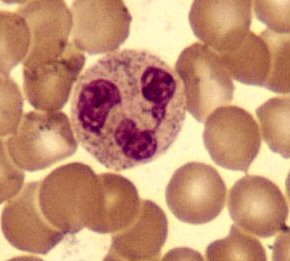
分葉した核を持つ好中球（中央、赤血球に囲まれている）、細胞質には細胞内顆粒が見える（ギムザ染色、高倍率）。

好中球は通常は血液中に見られ、最も多く存在する食細胞の種類で、循環する白血球全体の60～65％を占め、好中球キラーと好中球ケージャーという2つの亜集団 (英語版) から構成されている。1リットルのヒトの血液には、直径約12～15マイクロメートルの好中球が約50億個（5x109）含まれている。好中球は適切なシグナルを受け取ると、血液から離れて感染部位に到達するまでに約30分かかる。好中球は血液に戻ることはなく、膿細胞に変わって死滅する。成熟した好中球は単球よりも小さく、いくつかの小葉（2～5葉）からなる分葉した核を持っており、その各葉はクロマチンフィラメント（核糸）でつながっている。好中球は通常、成熟するまで骨髄から出ることはないが、感染症にかかると骨髄球や前骨髄球と呼ばれる好中球前駆体が放出される。
好中球には、微生物を直接攻撃するための3つの戦略がある。すなわち、食作用（摂取）、可溶性抗菌剤（顆粒タンパク質を含む）の放出、好中球細胞外トラップ（NET）の生成である。好中球はプロフェッショナルの食細胞であり、抗体や補体で覆われた侵入者や、損傷した細胞や細胞の破片を素早く飲み込むどう猛な捕食者である。ヒト好中球の細胞内顆粒は、タンパク質を破壊して殺菌する特性を持つことが長い間知られている。好中球は、単球やマクロファージを刺激する物質を分泌することができ、これらの分泌物は、食作用や、細胞内殺滅に関与する活性酸素化合物の形成を促進する。
好中球は、一次顆粒（アズール親和性）（若い細胞に見られる）、および二次顆粒（特異顆粒）（より成熟した細胞に見られる）という、2種類の顆粒を持っている。一次顆粒に含まれているものは、細菌を殺すためのカチオン性タンパク質やディフェンシン、（細菌性）タンパク質を分解するタンパク質分解酵素やカテプシンG、細菌の細胞壁を分解するためのリゾチーム、およびミエロペルオキシダーゼ（細菌を殺す毒性のある物質を生成する）がある。さらに、好中球の一次顆粒からの分泌物は、IgG抗体で覆われた細菌への食作用を刺激する。二次顆粒には、毒性酸素化合物の生成に関与する化合物、リゾチーム、ラクトフェリン（細菌から必須鉄を奪い取る）が含まれている。好中球細胞外トラップ（NET）は、クロマチンとセリンプロテアーゼで構成される繊維の網目状の構造を持ち、細胞外で微生物を捕獲して死滅させる。細菌の捕捉は、血管内でNETが形成される敗血症で特に重要な役割である。

### 好酸球

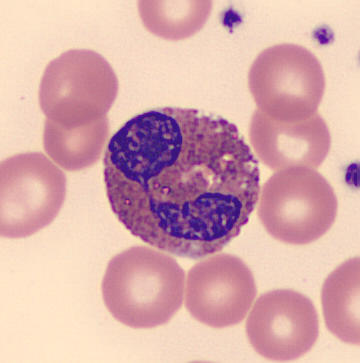
好酸球

好酸球は、腎臓の形をした分葉した核（2～4個の小葉）を持っている。好酸球は、血流中で脱顆粒する傾向があるため、顆粒の数はさまざまに変わる。好酸球の顆粒には、独特の毒性を持つ塩基性タンパク質とカチオン性タンパク質（例 カテプシン）が含まれているため、寄生虫（腸内線虫など）の殺滅に重要な役割を果たしており、IgEに結合する受容体はこの作業を助けるために用いられる。これらの細胞はまた、食作用に関与する限られた能力を持ち、プロフェッショナルな抗原提示細胞であり、他の免疫細胞（CD4+T細胞、樹状細胞、B細胞、肥満細胞、好中球、好塩基球）の機能を制御し、腫瘍細胞の破壊に関与し、損傷した組織の修復を促進する。インターロイキン-5と呼ばれるポリペプチドは好酸球と相互作用し、好酸球の成長と分化を引き起こす。このポリペプチドは、好塩基球とTヘルパー2細胞（TH2）によって産生される。

### 好塩基球

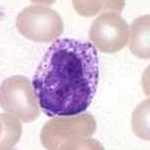
小葉状の核を持つ好塩基球が赤血球に囲まれている。

好塩基球は、骨髄や血液中でもっとも少ない細胞の一つである（全細胞の2%未満）。これは、好中球や好酸球と同様に分葉した核を持つが、小葉は2つしかなく、それらをつなぐクロマチンフィラメントはあまり見られない。好塩基球は、IgE、IgG、補体、ヒスタミンと結合できる受容体を持っている。好塩基球の細胞質には、さまざまな量の顆粒が含まれており、通常はこれらの顆粒は核を部分的に隠すのに十分な数である。好塩基球の顆粒内容物には、ヒスタミン、ヘパリン、コンドロイチン硫酸、ペルオキシダーゼ、血小板活性化因子、その他の物質が豊富に含まれている。
感染症が発生すると、成熟した好塩基球が骨髄から放出され、感染部位に移動する。好塩基球が損傷を受けると、ヒスタミンが放出され、侵入した生物と戦うための炎症反応に寄与する。ヒスタミンは、好塩基球に近い毛細血管の拡張と浸透性の増加を起こす。損傷した好塩基球や他の白血球は、感染部位への血流を増加に寄与するプロスタグランジンと呼ばれる別の物質を放出する。これらのメカニズムにより、血液凝固成分を感染部位に送達することができる（これにより回復プロセスが開始し、体内の微生物が他の部位に移動するのを阻止する）。また、炎症組織の浸透性が高まると、感染部位により多くの食細胞が移動して微生物を食べ尽くせるようになる。

### 肥満細胞

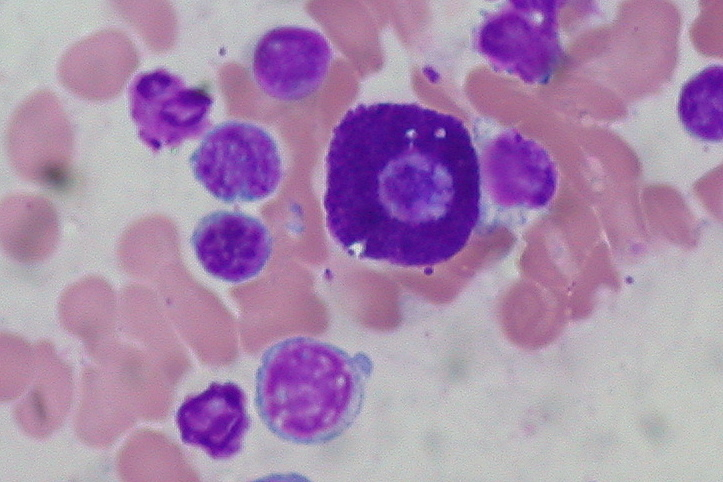
骨髄の肥満細胞。核は円形。

肥満細胞（マスト細胞とも呼ぶ）は、組織内に存在する多数の好塩基性の顆粒をもつ細胞で、顆粒球に含められることがある。
肥満細胞は骨髄の造血幹細胞・骨髄系前駆細胞に由来するが、骨髄ではなく末梢組織で成熟し、血中には出現せず、白血球ではないと考えられている:159。
また、肥満細胞の核は類円形で分葉しておらず、核分葉の有無が顕微鏡観察における好塩基球と肥満細胞との鑑別点となっている。
肥満細胞は、病原体（寄生虫など）に対する生体防御や、アレルギー反応、特にアナフィラキシーを媒介する。肥満細胞はまた、炎症と自己免疫の仲介、神経免疫系の応答の仲介と制御にも関与している。

## 分化
顆粒球は、骨髄に存在する幹細胞に由来する。これらの幹細胞が多能性造血幹細胞から顆粒球に分化することを顆粒球形成と呼ぶ。この分化過程には、骨髄芽球や前骨髄球など、複数の中間細胞型が存在する。

## 機能

### 顆粒の内容物
微生物の摂取に伴う顆粒球の脱顆粒によって生成または放出される有毒物質には次のような例がある。
- 抗菌剤（ディフェンシン、好酸球カチオン性タンパク質（英語版））
- 酵素
- 酸性ヒドロラーゼ（英語版）：細菌をさらに消化する
- リゾチーム：一部のグラム陽性菌の細胞壁を溶解する
- 低pH小胞（3.5～4.0）
- 有毒な窒素酸化物（一酸化窒素）
- 有毒な酸素由来の生成物（例：スーパーオキシド、過酸化水素、ヒドロキシラジカル、一重項酸素、次亜ハロゲン酸塩（英語版））

## 臨床的意義
顆粒球減少症（granulocytopenia）は、血液中の顆粒球が異常に低濃度となる疾患である。この状態は、多くの感染症に対する体の抵抗力を低下させる。これと近い用語として、無顆粒球症（語源的には「顆粒球がまったくない」、臨床的には顆粒球レベルが正常値の5%未満）、および好中球減少症（好中球顆粒球の欠乏）がある。顆粒球は循環中で1～2日しか生きられないので（脾臓または他の組織では4日）、治療戦略として顆粒球の輸血をしても効果は非常に短期的になる。加えて、このような処置には多くの合併症がある。
I型糖尿病の患者では通常、顆粒球の走化性欠損が見られる。
研究結果によると、感染症予防のために顆粒球を輸血すると、血液中に細菌や真菌に感染した人の数が減ったことが示唆されている。さらなる研究では、治療用顆粒球の輸血を受けた患者は、同時感染の臨床回復に差がないことを示唆している。

## 追加画像

造血

## 参照項目
- 全血球計算
- 造血
- 免疫系
- 自然免疫系
- トロゴサイトーシス - 抗原提示細胞に結合したリンパ球（B細胞、T細胞、NK細胞）が、抗原提示細胞から表面分子を取り出し、自身の表面に発現させるプロセス
- 白血球
- 白血球分画
- 末梢血塗抹検査
- 骨髄像
- 過分葉
- 左方移動

## 参考書目
- Campbell NA, Reece JB (2002). Biology (6th ed.). Pearson Education, Inc.. ISBN 978-0-8053-6624-2
- Delves PJ, Martin SJ, Burton DR, Roit IM (2006). Roitt's Essential Immunology (11th ed.). Blackwell Publishing. ISBN 978-1-4051-3603-7
- Ernst JD, Stendahl O (2006). Phagocytosis of Bacteria and Bacterial Pathogenicity. Cambridge University Press. ISBN 0-521-84569-6
- Hoffbrand AV, Pettit JE, Moss PA (2005). Essential Haematology (4th ed.). Blackwell Science. ISBN 978-0-632-05153-3
- Phagocytes: Biology, Physiology, Pathology, and Pharmacotherapeutics. The New York Academy of Sciences. (1997). ISBN 978-1-57331-102-1
- Phagocyte Function —A guide for research and clinical evaluation. Wiley–Liss. (1998). ISBN 978-0-471-12364-4
- Sompayrac L (2008). How the Immune System Works (3rd ed.). Blackwell Publishing. ISBN 978-1-4051-6221-0